# ティボール・デ・マヒュラ
ティボール・デ・マヒュラ（Tibor de Machula, 1912年6月30日 - 1982年12月18日）は、オーストリア＝ハンガリー帝国出身のチェロ奏者。
コロジュヴァールの生まれ。7歳の頃よりブダペスト音楽院でアドルフ・シッファーにチェロを学ぶ。1924年にブダペストでデビューを飾ったが、1927年にイェネー・フバイの助言に従い、アメリカに渡ってカーティス音楽院のフェリックス・サモンドの薫陶を受けた。1936年にベルリン・フィルハーモニー管弦楽団の首席チェロ奏者に就任。1947年にはアムステルダム・コンセルトヘボウ管弦楽団の首席チェロ奏者に転任し、1977年に勇退。
アップカウデにて没。